# Indivisibili (film)
Indivisibili è un film del 2016 diretto da Edoardo De Angelis.

## Trama
Daisy e Viola sono due gemelle siamesi napoletane che lavorano come cantanti in giro per feste paesane, battesimi e matrimoni, spinte dalla famiglia che vuole lucrare sulla loro condizione. Tutta la famiglia, madre, padre e zio, vive attorno allo sfruttamento delle ragazze che vengono trattate come fenomeni da baraccone. Un giorno le sorelle scoprono che c'è la possibilità di essere separate, così che ognuna possa avere la propria strada, ma la famiglia le pone di fronte ad un ricatto morale, spaventata dal rischio di perdere una preziosa fonte di mantenimento.

## Produzione
Il film è stato prodotto da Tramp Limited con la collaborazione di O' Groove, Medusa Film e Mediaset e il supporto del Ministero dei beni e delle attività culturali. Il film è stato girato a Castel Volturno, in provincia di Caserta.

## Distribuzione
Il film è stato presentato nella sezione "Giornate degli Autori" alla 73ª Mostra internazionale d'arte cinematografica di Venezia. Successivamente è stato presentato al Toronto International Film Festival nella sezione "Contemporary World Cinema" e al London Film Festival.
Il film è stato distribuito nelle sale cinematografiche italiane il 29 settembre 2016.

## Riconoscimenti
- 2017 - David di Donatello[5]
  - Migliore sceneggiatura originale a Nicola Guaglianone, Barbara Petronio e Edoardo De Angelis
  - Migliore produttore a Attilio De Razza e Pierpaolo Verga
  - Migliore attrice non protagonista a Antonia Truppo
  - Migliore musicista a Enzo Avitabile
  - Migliore canzone originale a Abbi pietà di noi
  - Migliore costumista a Massimo Cantini Parrini
  - Candidatura per il Miglior film
  - Candidatura per il Miglior regista a Edoardo De Angelis
  - Candidatura per la Migliore attrice protagonista a Angela Fontana e Marianna Fontana
  - Candidatura per il Migliore attore non protagonista a Massimiliano Rossi
  - Candidatura per la Migliore autore della fotografia a Ferran Paredes Rubio
  - Candidatura per il Migliore scenografo a Carmine Guarino
  - Candidatura per la Migliore truccatrice a Valentina Iannuccili
  - Candidatura per il Migliore acconciatore a Vincenzo Cormaci
  - Candidatura per il Migliore montatore a Chiara Griziotti
  - Candidatura per il Miglior suono a Valentino Giannì, Fabio Conca, Omar Abouzaid, Sandro Rossi, Lilio Rosato, Francesco Cucinelli
  - Candidatura per i Migliori effetti digitali a Makinarium
  - Candidatura a 3 Future Award a Edoardo De Angelis
- 2017 - Nastro d'argento
  - Migliore soggetto a Nicola Guaglianone
  - Miglior produttore a Attilio De Razza e Pier Paolo Verga
  - Migliore colonna sonora a Enzo Avitabile
  - Migliore canzone originale (Abbi pietà di noi) a Enzo Avitabile, Angela e Marianna Fontana
  - Migliori costumi a Massimo Cantini Parrini
  - Premio Guglielmo Biraghi a Angela Fontana e Marianna Fontana
  - Candidatura per il Miglior film
  - Candidatura per il Miglior regista a Edoardo De Angelis
- 2017 - Globo d'oro
  - Miglior musica a Enzo Avitabile
  - Candidatura a Miglior film
  - Candidatura a Miglior attrice a Angela Fontana e Marianna Fontana
- 2017 - Ciak d'oro[6]
  - Migliore sceneggiatura a Edoardo De Angelis, Nicola Guaglianone e Barbara Petronio
  - Migliore fotografia a Ferran Paredes Rubio
  - Migliore scenografia a Carmine Guarino
  - Migliori costumi a Massimo Cantini Parrini
  - Miglior sonoro in presa diretta a Valentino Giannì e Fabio Conca
  - Migliore colonna sonora a Enzo Avitabile
  - Migliore manifesto a Giorgio Aureli per Studio 360
  - Ciak d'oro "Colpo di fulmine" a Angela e Marianna Fontana
  - Candidatura a Miglior montaggio a Chiara Griziotti
  - Candidatura a migliore attore non protagonista a Massimiliano Rossi
  - Candidatura a migliore attrice non protagonista a Antonia Truppo
  - Candidatura a migliore produttore a Attilio De Razza e Pierpaolo Verga
- 2016 - Mostra internazionale d'arte cinematografica di Venezia
  - Premio FEDIC
  - Premio Lina Mangiacapre
  - Premio Francesco Pasinetti per il miglior film
  - Premio Gianni Astrei
- 2017 - Bari International Film Festival
  - Premio Franco Cristaldi - Miglior produttore a Attilio De Razza e Pierpaolo Verga
  - Premio Ennio Morricone - Migliori musiche a Enzo Avitabile
  - Premio Piero Tosi - Miglior costumista a Massimo Cantini Parrini
- 2017 - Presente Italiano
  - Miglior Film in Concorso